# Рокі-Бойз-Едженсі (Монтана)
Рокі-Бойз-Едженсі (англ. Rocky Boy's Agency) — переписна місцевість (CDP) в США, в окрузі Гілл штату Монтана. Населення — 404 особи (2020).

## Географія
Рокі-Бойз-Едженсі розташоване за координатами 48°15′39″ пн. ш. 109°46′26″ зх. д. / 48.26083° пн. ш. 109.77389° зх. д. (48.260899, -109.773880).  За даними Бюро перепису населення США в 2010 році переписна місцевість мала площу 22,25 км², з яких 22,23 км² — суходіл та 0,01 км² — водойми.

## Демографія
Згідно з переписом 2010 року, у переписній місцевості мешкало 355 осіб у 102 домогосподарствах у складі 87 родин. Густота населення становила 16 осіб/км².  Було 105 помешкань (5/км²).
Расовий склад населення:
| - 94,1 % — корінних американців - 5,4 % — білих |

До двох чи більше рас належало 0,3 %. Частка іспаномовних становила 1,7 % від усіх жителів.
За віковим діапазоном населення розподілялося таким чином: 33,8 % — особи молодші 18 років, 57,2 % — особи у віці 18—64 років, 9,0 % — особи у віці 65 років та старші. Медіана віку мешканця становила 27,4 року. На 100 осіб жіночої статі у переписній місцевості припадало 89,8 чоловіків;  на 100 жінок у віці від 18 років та старших — 79,4 чоловіків також старших 18 років.
Середній дохід на одне домашнє господарство  становив 72 346 доларів США (медіана — 51 667), а середній дохід на одну сім'ю — 61 296 доларів (медіана — 56 042). За межею бідності перебувало 27,2 % осіб, у тому числі 28,2 % дітей у віці до 18 років та 21,9 % осіб у віці 65 років та старших.
Цивільне працевлаштоване населення становило 110 осіб. Основні галузі зайнятості: освіта, охорона здоров'я та соціальна допомога — 46,4 %, сільське господарство, лісництво, риболовля — 14,5 %, будівництво — 12,7 %.